# プラカード

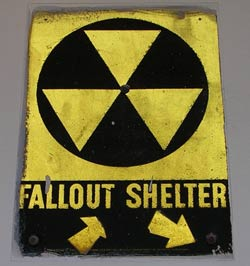
核シェルターを示す看板（placardの範疇）

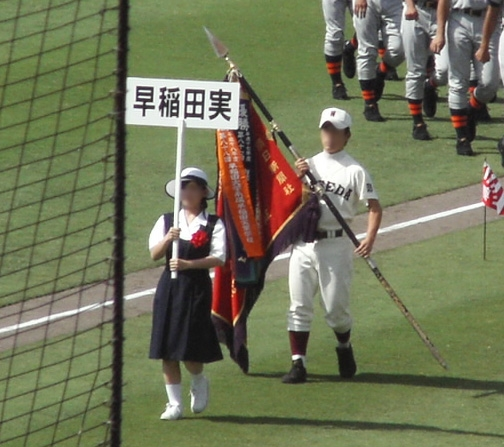
プラカードに先導される高校野球の選手
第89回全国高等学校野球選手権大会（2007年）

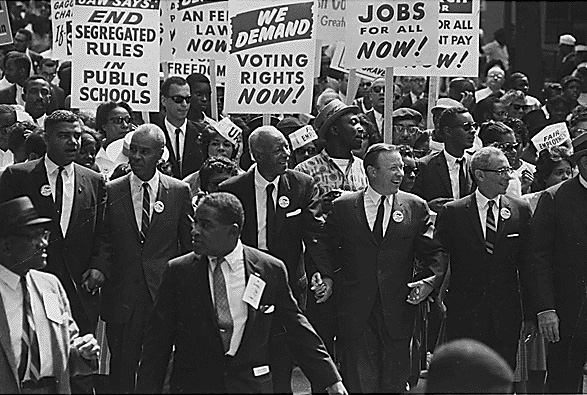
プラカードを掲げるデモ参加者
ワシントン大行進（1963年）

プラカード（英: placard）は、それを読む者に情報を提供する板状の掲示物である。
英語ではplacardというと壁などに掲示してある張り紙など広告（→ポスター）や標識の類（例えば公共施設における「関係者以外立ち入り禁止」の札など）も含まれるが、和製英語の範疇では、棒に板を取り付けて、その板に何らかの情報を書き示す手持ち式の看板を指すことが多い。

## 概要
和製英語の範疇におけるプラカードは、上に述べたとおり板切れに棒が飛び出し手に持って頭上に掲げる看板であるが、これは英語におけるplacardの範疇にも含まれ、日本語ではより限定的である。
これらの物品は、雑踏などにおいて人の頭より高い位置に示すことで目立たせることを目的としており、目印として集団を誘導したり、または宣伝用表示機材として用いられる。

## 用途
用途としては、宣伝または目印として利用されるが、デモ行進では主張を示したプラカードを掲示した集団によって、自分たちの主張を他人に伝えるための意思伝達に用いられる。この場合はスローガンなど、分かりやすく短い言葉で主張を呼びかける文言が示される。
宣伝用としては、都市部の歓楽街などで呼び込みや客引きなどの際に、店舗の宣伝に用いられる。またチンドン屋では、集団でプラカードを掲げたり楽器を吹き鳴らし目立つ格好で練り歩くなどする街頭宣伝を行う。
こういった宣伝活動では、場合によってプラカードを掲げた者が宣伝している店舗のチラシやティッシュペーパーなどの粗品を配ったり、扱っている商品やサービスの内容を説明したり、あるいは駐車場の案内などを行うなど、複合的な情報提供を目的にプラカードを掲げ立っていることもある。かつてはこのプラカードを掲げている者がキャッチセールスなどの呼び込みや勧誘員を兼ねている場合もあったが、日本ではバブル景気の頃に前後して強引な勧誘が社会問題となり、特定商取引法や迷惑防止条例で規制されてからは、あまり積極的な客引きは行われなくなった。
雑踏警備では群集事故を予防する観点から、雑踏の中でも見え易いプラカードを警備関係者や係員が掲げて、人の流れを誘導することがある。しばしば雑踏では、各々の個人が流れに沿って移動したものか、それとも逆らって望む方向に行くべきかで迷い、結果的に全体的な流れが滞る場合がある。このためボトルネックとなりやすい個所より手前で、行く先の選択が行い易いよう要所に人員を配して、目的場所別にプラカードを掲示させつつ呼び掛けすることが行われる。

### 変わった用途
些か変わった用途としては、演劇に於いてセリフのない役者が発言する上でふきだしのかわりに利用された例もある。一幕劇『クロックフェール、最後の遍歴騎士』では、1857年の初上演当時に演劇を検閲していたフランス内務省の規則から、セリフのある役者の数が制限されていたが、これを逆手にとって「舌を切り取られて口がきけない騎士」が登場、セリフの替わりにプラカードを利用している。いわゆる漫画表現では登場人物はふきだしでセリフを述べるが、一部擬人化された言葉の喋れない登場キャラクター（主に人間以外）がプラカードでふきだしを代用することもある。

## ギャラリー

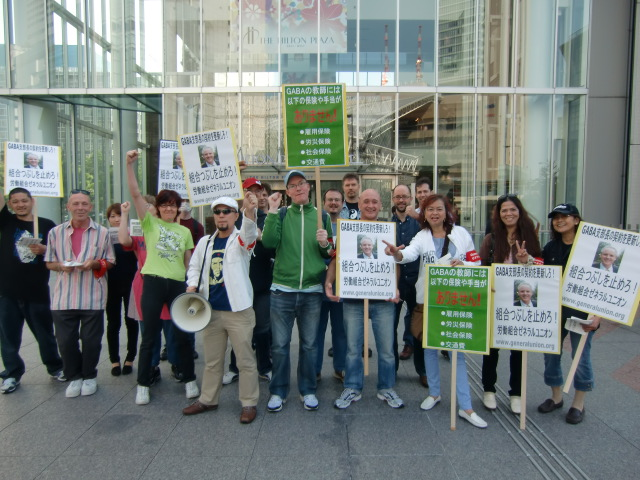
Leafleting at Gaba
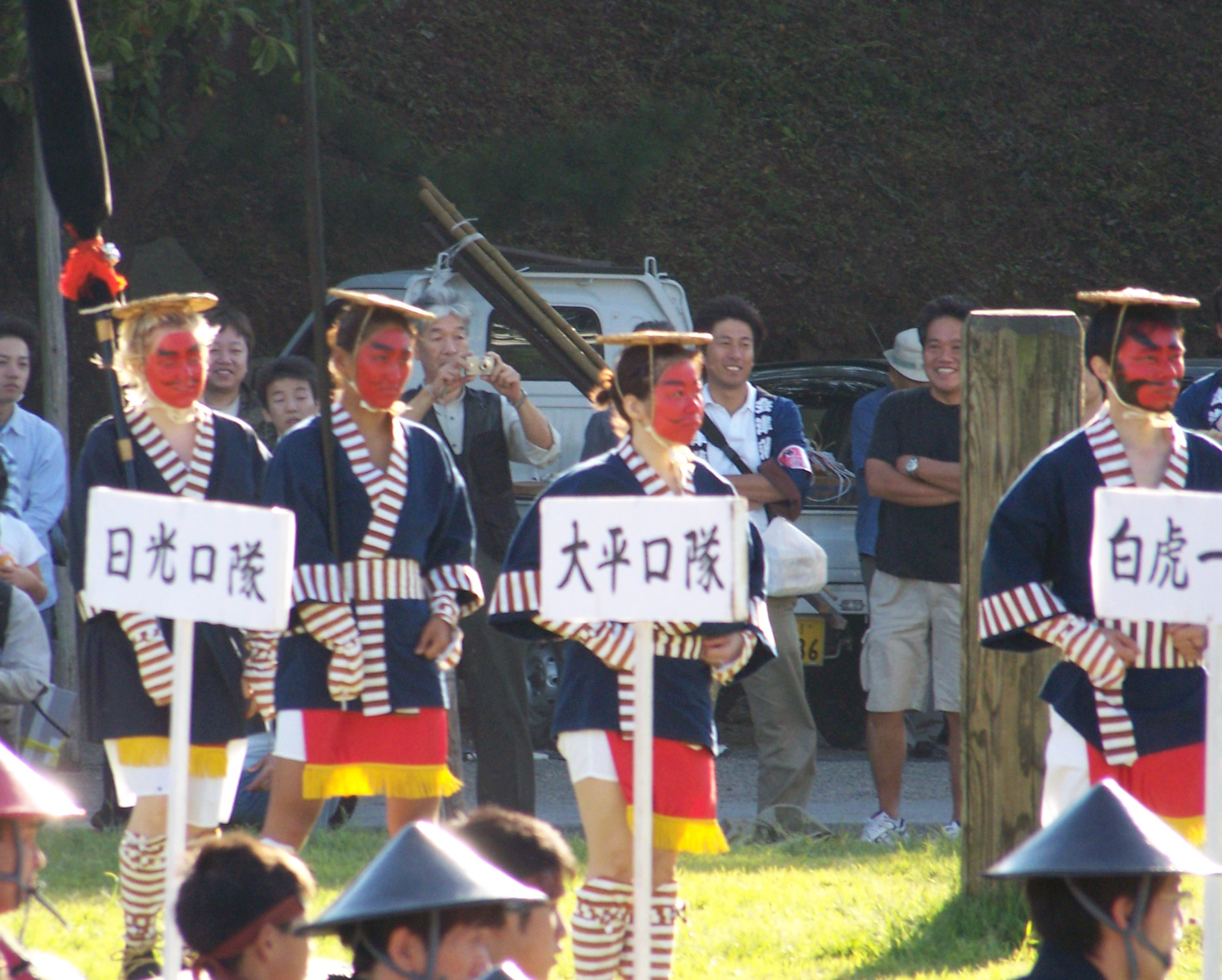
会津まつり
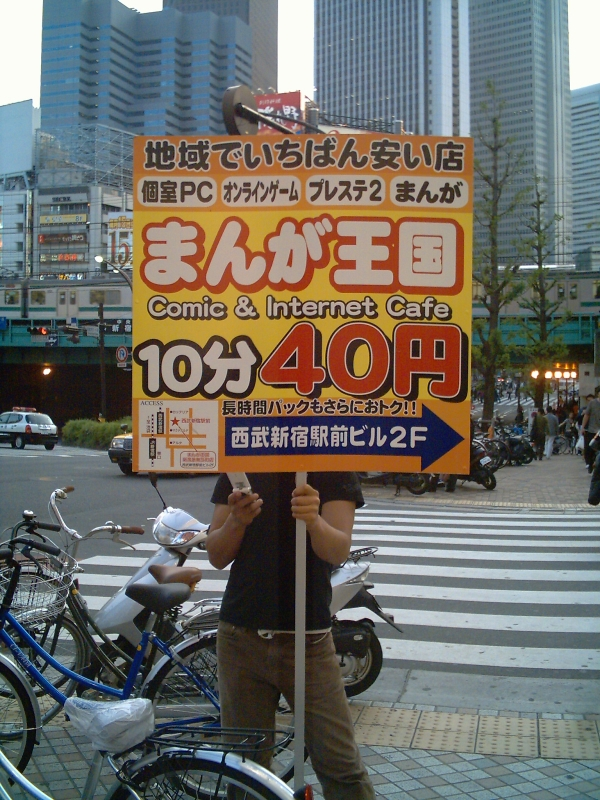
店の宣伝
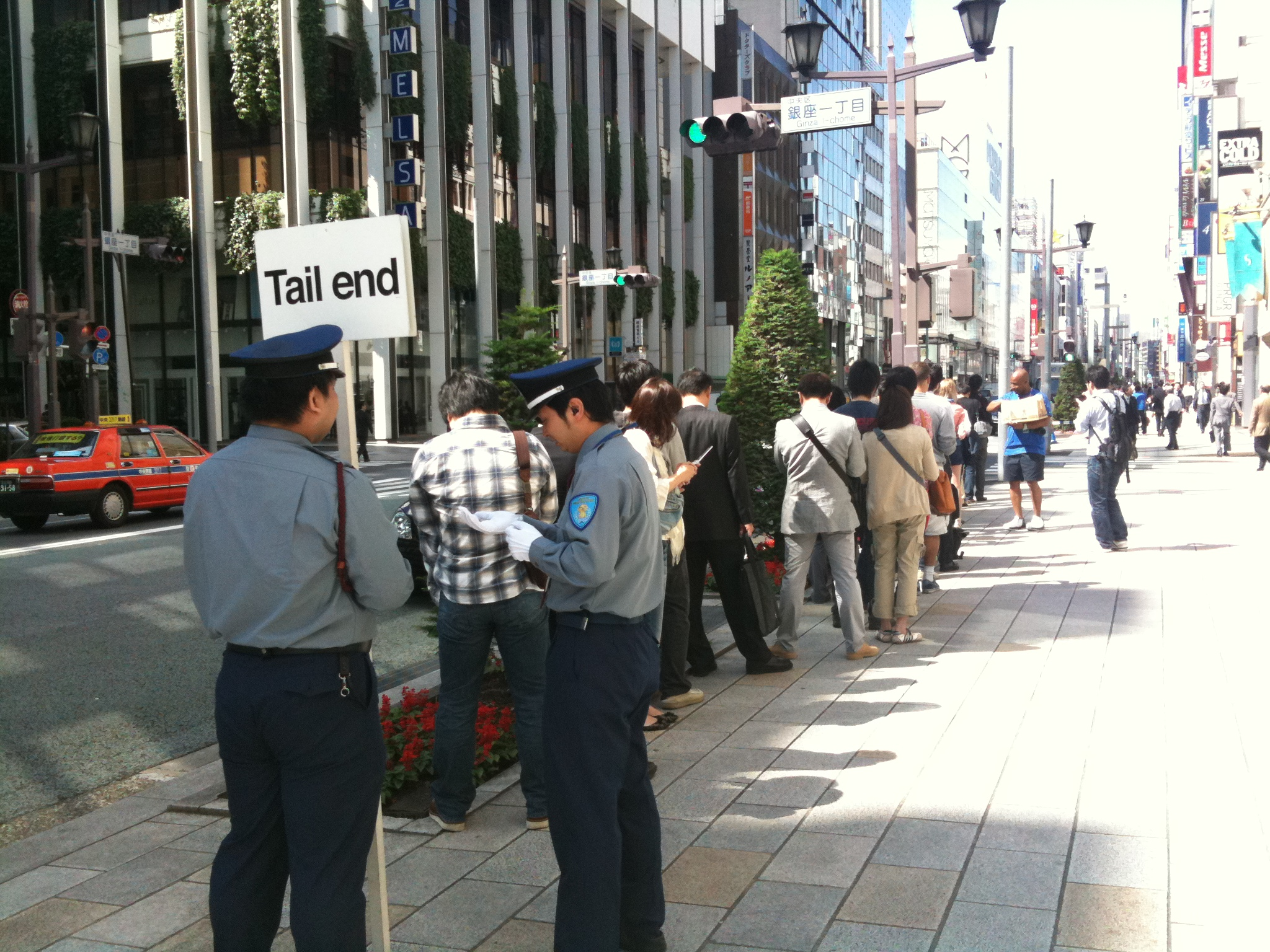
iPad販売の行列